# Mustatsaaret (ö i Norra Karelen, Joensuu)
Mustatsaaret är en ö i Finland. Den ligger i sjön Melaselänjärvi och i kommunen Ilomants i den ekonomiska regionen  Joensuu ekonomiska region  och landskapet Norra Karelen, i den sydöstra delen av landet, 400 km nordost om huvudstaden Helsingfors. Öns största längd är 5,8 kilometer i nord-sydlig riktning. Notera att namnet antyder att det är fråga om flera öar.